# Nguyễn Phúc Miên Thể
Nguyễn Phúc Miên Thể (chữ Hán: 阮福綿寀; 5 tháng 1 năm 1829 – 22 tháng 9 năm 1864), tước phong Tây Ninh Quận công (西寧郡公), là một hoàng tử con vua Minh Mạng nhà Nguyễn trong lịch sử Việt Nam.

## Tiểu sử
Hoàng tử Miên Thể sinh ngày 1 tháng 12 (âm lịch) năm Mậu Tý (năm dương lịch là 1829), là con trai thứ 44 của vua Minh Mạng, mẹ là Cung nhân Phan Thị Viên (không rõ xuất thân). Miên Thể là người con duy nhất của bà Cung nhân.
Năm Minh Mạng thứ 21 (1840), vua cho đúc các con thú bằng vàng để ban thưởng cho các hoàng thân anh em, các hoàng tử công và hoàng tử chưa được phong tước. Hoàng tử Miên Thể được ban cho một con trâu một sừng bằng vàng nặng 6 lạng.
Năm Thiệu Trị thứ 6 (1846), tháng giêng, vua cho triệu các hoàng tử và hoàng đệ chưa được phong tước tất cả 10 người vào làm thơ ở điện Đông Các, trong đó có Miên Thể. Hai hoàng đệ Miên Sạ và Miên Ngô đều không thi được, bị vua truyền chỉ quở mắng, còn Miên Thể lại phạm húy, bị phạt 2 năm lương. Bảy người còn lại đều được trúng cách và được phong tước sau đó.
Năm Tự Đức thứ 3 (1850), vua phong cho ông làm Tây Ninh Quận công (西寧郡公), cùng với các hoàng thân là Miên Sạ, Miên Ôn, Miên Tả, Miên Triện và hoàng đệ Hồng Phi (con vua Thiệu Trị) đều được phong tước Quận công
Năm Tự Đức thứ 17 (1864), Giáp Tý, ngày 22 tháng 8 (âm lịch), quận công Miên Thể mất, hưởng dương 37 tuổi, thụy là Đoan Nghị (端毅). Mộ của ông được táng tại An Cựu (thuộc Hương Thủy, Thừa Thiên - Huế), còn phủ thờ dựng ở Dương Xuân Thượng.
Quận công Miên Thể có bốn con trai và một con gái. Ông được ban cho bộ chữ Mao (毛) để đặt tên cho các con cháu trong phòng. Con trai thứ hai của ông là công tử Hồng Trạch tập phong làm Kỳ ngoại hầu (畿外侯), sau có tội nên bị đoạt tước. Con trai thứ tư là Hồng Mộc tập phong làm Tá quốc khanh (佐國卿).